# 布赖恩·福勒 (马球运动员)
布赖恩·福勒（英語：Bryan Fowler，1898年8月18日—1987年12月4日），英国男子马球运动员。他曾代表英国参加1936年夏季奥林匹克运动会马球比赛，获得一枚银牌。他于1987年去世，享年89岁。